# Drosophila sharpi
Drosophila sharpi är en tvåvingeart som beskrevs av Grimshaw 1901. Drosophila sharpi ingår i släktet Drosophila och familjen daggflugor.
Artens utbredningsområde är Hawaii.